# Планинска кралска змия
Планинската кралска змия (Lampropeltis pyromelana) е вид влечуго от семейство Смокообразни (Colubridae).

## Разпространение
Видът е разпространен в Мексико и САЩ.